# 毛文邦
毛文邦（1510年—？年），字希周，浙江處州府松陽縣人，民籍，明朝政治人物。

## 生平
由國子生中式嘉靖七年（1528年）浙江鄉試第四十五名舉人，嘉靖二十九年庚戌科進士。。歷官刑部主事，升郎中，以廉洁著称，冤狱多平反。

## 家族
曾祖毛洪齡；祖毛晉熙，壽官；父毛泰；母劉氏。慈侍下，妻周氏，繼妻戚氏；兄文郁，弟文崇；文教；文元。